# Tetrastichus ruandensis
Tetrastichus ruandensis är en stekelart som beskrevs av Jean Risbec 1957. Tetrastichus ruandensis ingår i släktet Tetrastichus och familjen finglanssteklar.
Artens utbredningsområde är:
- Burundi.
- Rwanda.

Inga underarter finns listade i Catalogue of Life.